# Oznanjenje, Cortona
Oznanjenje iz Cortone je slika Fra Angelica (tempera na lesu, 175 x 180 cm), ki je bila ohranjena v škofijskem muzeju v Cortoni in naslikana okoli leta 1430. Delo je verjetno prvo iz serije treh velikih plošč Oznanjenja, ki jih je Angelico naslikal v 1430-ih; druga dva sta Oznanjenje v Pradu in Oznanjenje San Giovannija Valdarna.

## Zgodovina
Leta 1432 dokument priča, da je Angelico delal Oznanjenje za cerkev Sant'Alessandro v Brescii, o kateri ni ostalo nobene sledi. Ker je nekaj let kasneje ista cerkev naročila še en oltarni del Oznanjenja, tokrat pri Benečanu Jacopu Belliniju (plačan leta 1443), se je domnevalo, da delo, na katerem je delal Angelico, nikoli ni prišlo do Brescie. Nekateri domnevajo, da je delo, ki je bilo prvotno namenjeno Brescii, Oznanjenje iz Cortone, ki prihaja iz cerkve sv. Dominika in se nato preselo v cerkev Gesù, ki je bila verjetno poslikana v teh letih, vendar najkasneje 1433–1434 (datum naslednjega Linaiolijevega tabernaklja).
Fra Angelico je v Cortoni pustil še eno pomembno delo, triptih, saj so dominikanski menihi njegovega samostana (San Domenico di Fiesole) v obdobju izgnanstva, ki se je končalo, najprej gostovali v Cortoni, nato pa leta 1419 v Folignu.

## Opis
Oznanenje iz Cortone je navedeno kot prva nedvomna umetniška mojstrovina, ki je, če sprejmemo zgodnejše datiranje tega dela, služila kot vzor za uspešno serijo podobnih oltarnih del, ne le Fra Angelicu. Njegov vzor je bilo Masolinovo Oznanjenje v cerkvi San Niccolò Oltrarno z razdelitvijo arhitekturnega prostora namesto zlatega ozadja.

### Arhitektura
Prizor je postavljen v odprto renesančno ložo, potopljeno v ograjen vrt, ki simbolizira čistost Device Marije, ki sedi na verandi. Korintski stebri spominjajo na  Brunelleschijeva dela, morda filtrirana po Michelozzovih izkušnjah, v ozadju pa se odpre stena z oboki na konzolah, pod katero je odprtina, ki omogoča dostop do notranjih prostorov, kjer lahko vidite nadstrešek dela postelje. Strop je pokrit z izvrstnim zvezdnatim nebom. Tla so iz marmorja z naslikanimi inkrustacijami, pameten učinek, ki ga je Fra Angelico predstavil v triptihu San Pietro Martire (1428-1429).

### Angel in Devica
Prizor Oznanjenja se dogaja v portiku, kjer je angel ravno pristal in z običajnim trikom črk, ki izstopajo iz ust kot risanka, prinese božje oznanilo Mariji, ki sedi pred njim. Poleg besed se angel izraža tudi z zelo zgovornimi gestami: z desno kaže na Devico, ki strmi vanjo, z levo pa na golobico, simbol Svetega Duha, ki z iztegnjenimi krili čaka halo lastne božanske svetlobe odziv Device. Angel je oblečen v izjemno rožnato haljo, okrašeno s številnimi zlatimi vezeninami in vložki iz dragih kamnov. Nežna in svetleča barva se popolnoma sklada z drugimi barvami slike in jo izboljšajo mavrični učinki jasne svetlobe. Tudi krila so obdelana z zelo finimi tančicami svetlobe in barv, ki povečujejo njihov krepostni sijaj.
Med dvema likoma se razvije pravi dialog s tremi zaporedoma označenimi verzi, ki ne spoštujejo vrstnega reda Vulgate, ampak tkejo edinstveno vprašanje in odgovor: prva beseda angela (Sp[iritu]s S[anctus] sup[er]ve[n]iet i[n] te[1]), Marijin odgovor (Ecce ancilla Do[mi]n[i fiat mihi secundum] v[er]bu[m] tuum[2]), napisan na glavo, da se jasno vidi smer odgovora in na koncu odgovor angela (virt[us] Alti[s]si[mi] obu[m]brabit tibi).
Madona se za razliko od oznanila iz 14. stoletja ne umakne, temveč sprejme svojo nalogo, tako da se poda z namigom in prekrižanimi rokami na prsih. Sedi na sedežu, pokritem z razkošno zlato krpo (upoštevajte perspektiven pogled brokatnega vzorca), zavita v tradicionalni modri plašč in s knjigo, ki leži na enem kolenu, kar je tipično sklicevanje na Sveto pismo, ki se uresniči zaradi njegovega sprejetja, kot poudarja tudi enobarvni lik preroka, ki s kartušo štrli iz medaljona nad osrednjim prestolnico. Golob Svetega Duha že leti nad Devico.

### Vrt in izgon
Izginjajoča točka se nahaja zunaj lože, proti vrtu (v drugih Oznanjenjih bo pod ložo samo) in usmerja gledalčevo oko proti sceni, ki se dogaja na zgornjem levem koncu: izgon Adama in Eve iz rajskega vrta, prvi trenutek preloma med človekom in Bogom, ki ga znova sestavi ravno sprejetje Marije.
Na vrtu je vrsta rastlin, narisanih z izjemno kaligrafsko natančnostjo, glede na pozornost do drobnih podrobnosti, bolj značilnih za mednarodno gotiko kot za renesanso. Med številnimi vrstami prepoznamo nekatere simbolične rastline, kot so bele vrtnice, simbol čistosti, rdeče vrtnice, simbol Kristusovega pasijona in palma, drevo, ki simbolizira slavo po smrti in mučeništvo, saj cveti šele po izgubil vse veje in je očitno mrtva.

## Slog
Kot v drugih delih tega obdobja je tudi preučevanje svetlobe in njenih učinkov glavni igralec upodabljanja in jo ne narekujejo le umetniške potrebe, ampak tudi teološka, v skladu z naukom Tomaža Akvinskega, ki je označeval zemeljsko svetlobo kot odraz božanskega "lumena", ki priča o redu in racionalnosti božjega načrta. V tem primeru se zdi, da osvetlitev prihaja z zunanje strani slike in obravnava figure (osvetljene od spredaj) drugače kot arhitektura (zdaj osvetljena od desne), v ospredju, zdaj z leve). Nežnost odtenkov pa te nedoslednosti skriva.
Če so nekateri elementi, kot smo že omenili, običajno poznogotski, na primer drobna pozornost do detajlov rastlinskih vrst in okras tkanin, so po drugi strani bogata plastičnost figur in skladna perspektivna postavitev zdaj popolnoma renesančni in potrjuje Fra Angelicovo vlogo posrednika med razkošno ornamentiko Gentila da Fabriana in Masacciovo strogostjo. Nekatere podrobnosti zelo spominjajo na Masolina da Panicale, na primer izdelava devičinih rok in vitka oblika njene postave.

## Predela
Izvirna predela je ohranjena tudi z oltarno podobo, za katero se večinoma verjame, da jo je podpisal mojster. Upodobljenih je pet prizorov iz Devičinega življenja, v soglasju s stranskimi stebri okvirja pa dva prizora iz Legende o sv. Dominiku (Rojstvo in vizija Device, ki sv. Dominiku daje dominikansko pravilo).
Prizori v Marijinih zgodbah so obdelani v zaporedju z blago delitvijo med prizori, da bi ustvarili iluzijo neprekinjene pokrajine. Z leve strani je Poroka Device, Obiskovanje, Poklon Treh kraljev, Predstavitev v templju in Smrt Device.
Med najuspešnejšimi prizori sta Obiskovanje in Predstavitev v templju. Prvi prikazuje srečanje Device in Svete Elizabete v ozadju velike pokrajine s pogledom Trasimensko jezero; na desni lahko vidite Elizabetino hišo, z zunanjo steno nagnjeno vstran, kamor spremljevalec radovedno gleda, medtem ko na nasprotni strani s ceste gleda ženska na levi, ki se trudi po poti navzgor strmo: živo izražanje gravitacije figure je (napačno) pripisano tudi Piero della Francesca. Predstavitev v templju pa je postavljena v triladijski baziliki z virtuoznim perspektivnim pogledom na oboke.
Zanimiv je tudi prizor Poklona Treh kraljev, katerega primerjava z analognim prizorom, poslikanim v predeli Tabernakelj Linaioli, nam omogoča, da razbistrimo dvome o zgodnejšem prihodu oltarne slike iz Cortone. V slednjem je prizor pravzaprav obravnavan na bolj tradicionalen način, kot friz, ki se razvije vodoravno, od Device z otrokom na desni do povorke Treh kraljev na levi. Predela Tabernaklja Linaioli, ki sega v leto 1433-1435, pa se po drugi strani namesto tega razvija krožno, pri čemer procesija teče vzporedno s skupino kraljev, ki v čaščenju klečijo.
Predela Oznanjenje iz Cortone